# Sergei Wladimirowitsch Kowalenko
Sergei Wladimirowitsch Kowalenko (russisch Сергей Владимирович Коваленко; * 25. Mai 1976 in Schachty, Oblast Rostow) ist ein russischer Ringer. Er ringt beim SKA Sankt Petersburg und ist 1,67 Meter groß.

## Erfolge
- 2005, 3. Platz, EM in Warna, mit Siegen über Vahram Hunanyan, Armenien, Sylwester Charzewski, Polen, Mukhran Machutadze, Georgien und Jimmy Samuelsson, Schweden und einer Niederlage gegen Christian Fetzer, Deutschland
- 2006, 1. Platz, Weltcup, GR, vor Alain Milián
- 2006, 2. Platz, EM in Moskau, mit Siegen über Olexandr Khvoshch, Ukraine, Ionuț Panait, Rumänien und Tomas Sobecky, Tschechien und eine Niederlage gegen Tamás Lőrincz, Ungarn
- 2006, 3. Platz, WM in Guangzhou, GR, mit Siegen über Beibit Nughmanow, Kasachstan, Rovshan Ruzikulov, Usbekistan, Ionuț Panait und Olexandr Kvoshch und einer Niederlage gegen Li Yanyan, China
- 2007, 17. Platz, EM in Sofia, GR, bis 66 kg, nach einer Niederlage gegen Edgaras Venckaitis, Litauen
- 2007, 1. Platz, Militär-Weltspiele, GR, bis 66 kg, vor Kim K, Nordkorea und Elbrus Mammadow, Aserbaidschan
- 2008, 5. Platz, Weltcup in Szombathely, GR, bis 66 kg, hinter Ali Mohammadi, Iran, Tamás Lőrincz, Ambako Watschadse, Russland und Jung Ji-hyun, Südkorea
- 2008, 7. Platz, OS in Peking, GR, bis 66 kg, nach einem Sieg über Mohamed Serrir, Algerien und einer Niederlage gegen Nikolai Gergow, Bulgarien